# William Grut
William Oscar Guernesey Grut (Stoccolma, 17 settembre 1914 – Östersund, 20 novembre 2012) è stato un pentatleta svedese.

## Palmarès
In carriera ha conseguito i seguenti risultati:
- Giochi olimpici:

Londra 1948: oro nel pentathlon moderno.